# Pizza Nova
Pizza Nova Take Out Ltd., faisant affaire sous le nom de Pizza Nova, est une chaîne canadienne franchisée de pizzerias dont le siège social est situé à Scarborough, Toronto, en Ontario. La chaîne a été fondée le 12 mai 1963 par une jeune famille d'immigrants italiens. Le premier restaurant était situé dans la banlieue est de Toronto, à Scarborough, en Ontario, sur Kennedy Road près de Lawrence Avenue, et est actuellement exploité sous le nom de Nova Ristorante.
Il existe plus de 140 établissements au Canada. Les concurrents de Pizza Nova comprennent : Pizza Pizza, Pizza Hut, 241 Pizza, Little Caesar's, Domino's Pizza et d'autres chaînes de pizzas régionales. L'emplacement de Pizza Nova à Varadero, à Cuba, n'est pas lié à l'entreprise, mais il utilise un logo similaire, autrefois utilisé par l'entreprise canadienne.

## Histoire
La chaîne a été fondée par une jeune famille d'immigrants italiens, composée de Sam Primucci et de ses frères Mike, Vince et Joe, originaires de Basilicate, en Italie. Leur premier établissement a ouvert le 12 mai 1963 à l'angle de Lawrence Avenue East, juste à l'ouest de Kennedy Road.
Après de nombreuses années de succès dans leurs services de livraison et de vente au comptoir, le restaurant a ouvert son premier magasin franchisé en 1969.
Lors de la célébration de son 50e anniversaire, la chaîne de pizzas a également annoncé son partenariat avec les Blue Jays de Toronto et le Centre Rogers en tant que fournisseur officiel de pizzas, à partir de janvier 2014 et pour une durée de trois ans.